# شیرین‌ناظم
شیرین‌ناظم (به لاتین: Shirin Nazem) یک منطقهٔ مسکونی در افغانستان است که در ولسوالی شکی واقع شده‌است. شیرین‌ناظم ۲۰۰ نفر جمعیت دارد.